# Internationaux de Strasbourg 2018
Internationaux de Strasbourg 2018 — професійний тенісний турнір, що проходив на кортах з ґрунтовим покриттям Tennis Club de Strasbourg у Страсбургу (Франція). Це був 32-й за ліком турнір. Належав до серії International в рамках Туру WTA 2018. Тривав з 21 до 26 травня 2018 року.

## Очки і призові
| Дисципліна              | П   | Ф   | ПФ  | ЧФ | 1/8 | 1/16 | Q   | Q2  | Q1  |
| Жінки, одиночний розряд | 280 | 180 | 110 | 60 | 30  | 1    | 18  | 12  | 1   |
| Жінки, парний розряд    | 280 | 180 | 110 | 60 | 1   | Н/Д  | Н/Д | Н/Д | Н/Д |

### Розподіл призових грошей
| Дисципліна              | П       | F       | ПФ      | ЧФ     | 1/8    | 1/16   | Q2     | Q1   |
| Жінки, одиночний розряд | $43,000 | $21,400 | $11,500 | $6,175 | $3,400 | $2,100 | $1,020 | $600 |
| Жінки, парний розряд    | $12,300 | $6,400  | $3,435  | $1,820 | $960   | Н/Д    | Н/Д    | Н/Д  |

## Учасниці основної сітки в одиночному розряді

### Сіяні учасниці
| Країна            | Гравчиня               | Рейтинг1 | Сіяна |
| ----------------- | ---------------------- | -------- | ----- |
| Австралія         | Ешлі Барті             | 18       | 1     |
| Австралія         | Дарія Гаврилова        | 24       | 2     |
| Росія             | Анастасія Павлюченкова | 29       | 3     |
| Румунія           | Міхаела Бузернеску     | 33       | 4     |
| Словаччина        | Домініка Цібулкова     | 34       | 5     |
| Угорщина          | Тімеа Бабош            | 38       | 6     |
| США               | Деніелл Коллінз        | 47       | 7     |
| Китайський Тайбей | Сє Шувей               | 50       | 8     |

- Рейтинг подано станом на 14 травня 2018.

### Інші учасниці
Учасниці, що отримали вайлд-кард на участь в основній сітці:
- Домініка Цібулкова
- Фіона Ферро
- Луціє Шафарова

Учасниці, що потрапили в основну сітку завдяки захищеному рейтингу:
- Река Луца Яні

Нижче наведено гравчинь, які пробились в основну сітку через стадію кваліфікації:
- Кая Канепі
- Марина Мельникова
- Тереза Мрдежа
- Хлое Паке
- Катажина Пітер
- Камілла Розателло

Такі тенісистки потрапили в основну сітку як Щасливі лузери:
- Луксіка Кумхун
- Олена Рибакіна

### Знялись з турніру
До початку турніру
- Кетрін Белліс → її замінила  Магда Лінетт
- Алізе Корне → її замінила  Река Луца Яні
- Каміла Джорджі → її замінила  Луксіка Кумхун
- Беатріс Аддад Майя → її замінила  Сачія Вікері
- Александра Крунич → її замінила  Амандін Есс
- Моніка Нікулеску → її замінила  Олена Рибакіна
- Моніка Пуїг → її замінила  Наталія Віхлянцева
- Арина Соболенко → її замінила  Софія Кенін
- Донна Векич → її замінила  Дженніфер Брейді
- Олена Весніна → її замінила  Полін Пармантьє

### Завершили кар'єру
- Ешлі Барті

## Учасниці основної сітки в парному розряді

### Сіяні
| Країна            | Гравчиня           | Країна    | Гравчиня            | Рейтинг1 | Сіяна |
| ----------------- | ------------------ | --------- | ------------------- | -------- | ----- |
| Китайський Тайбей | Чжань Хаоцін       | КНР       | Ян Чжаосюань        | 39       | 1     |
| Японія            | Аояма Сюко         | Чехія     | Рената Ворачова     | 67       | 2     |
| Україна           | Надія Кіченок      | Австралія | Анастасія Родіонова | 91       | 3     |
| Грузія            | Оксана Калашникова | Росія     | Алла Кудрявцева     | 105      | 4     |

- 1 Рейтинг подано станом на 14 травня 2018.

### Інші учасниці
Пара, що отримала вайлд-кард на участь в основній сітці:
- Жоанна Томера /  Валліс Вітіс

## Фінальна частина

### Одиночний розряд
- Анастасія Павлюченкова —  Домініка Цібулкова, 6–7(5–7), 7–6(7–3), 7–6(8–6)

### Парний розряд
- Міхаела Бузернеску /  Ралука Олару —  Надія Кіченок /  Анастасія Родіонова, 7–5, 7–5